# Microstigmata geophila
Microstigmata geophila är en spindelart som först beskrevs av Hewitt 1916.  Microstigmata geophila ingår i släktet Microstigmata och familjen Microstigmatidae. Inga underarter finns listade i Catalogue of Life.